# Neşet Günal
Neşet Günal, né en 1923 et mort le 26 novembre 2002, est un peintre turc francophone du XXe siècle qui a fait une carrière d'enseignant à l'Académie des beaux-arts de Constantinople. Son œuvre, composée principalement de dizaines d'huiles sur toile, célèbre avec finesse et optimisme la dignité des paysans pauvres et dénonce avec force et émotion leur condition de prisonniers d'une terre aride. Elle constitue une pièce majeure de la peinture figurative d'après-guerre par laquelle, parallèlement à un courant abstrait, la Turquie, musulmane et iconoclaste, a rompu avec la peinture traditionnelle ottomane et s'est inscrite dans le mouvement international de l'art moderne.
En jetant le regard sur la condition des paysans d'Anatolie, Neşet Günal sort dès les années 1960 l'acte artistique des jeux formels d'un cubisme de mode et, à l'opposé de la propagande du réalisme socialiste, repositionne l'artiste face aux réalités sociales. Cette façon, neuve dans la Turquie moderne et embourgeoisée des années 1970, d'exprimer dans l'art une subjectivité a été le prélude à l'émergence d'une génération d'artistes libérés.

## Carrière
- 1940-1946 : Beaux-Arts Mimar-Sinan (lauréat).
- 1946-1947 : assistant décorateur de théâtre.
- 1948-1954 : Beaux-Arts de Paris.
- 1954-1955 : peintre décorateur.
- 1956-1962 : maître assistant aux Beaux-Arts d'Istamboul.
- 1963-1964 : formation aux Gobelins.
- 1965-1969 : maître de conférences aux Beaux-Arts.
- 1970-1974 : professeur titulaire aux Beaux-Arts.
- 1975-1980 : directeur de la chaire de peinture des Beaux-Arts.
- 1981-1983 : doyen de l'Académie des beaux-arts.

## Biographie

### Formation (1923-1948)

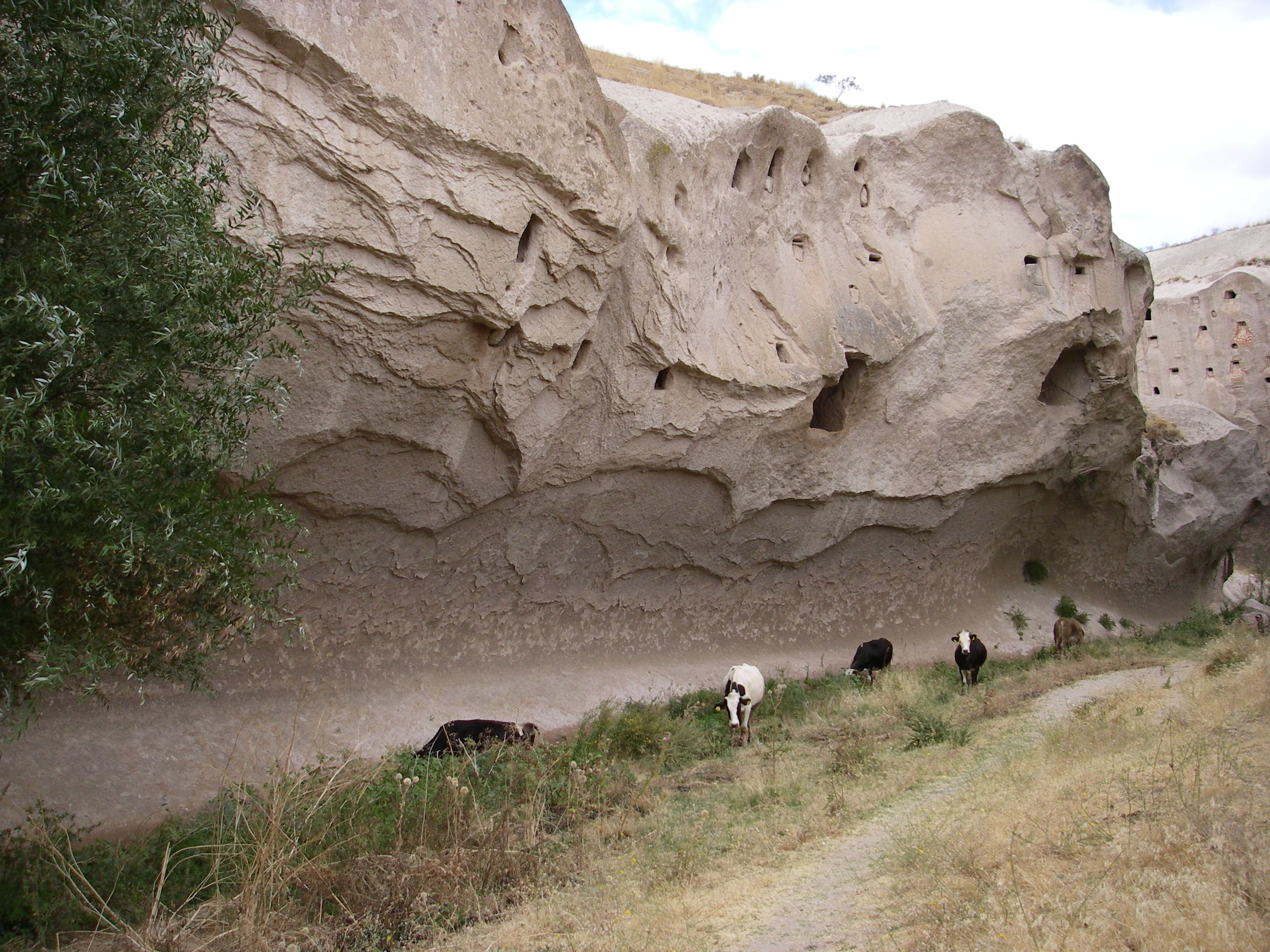
Vallon karstique des environs de Nevchéhir, exemple des paysages ruraux et ingrats qui ont marqué l'enfance du peintre.

Neşet Günal nait de l'exode rural dans la pauvre, sèche et froide Cappadoce occidentale. Son père, Riza, et sa mère, Ayse Dagarsanet, sont des « Kiziltchins », ces habitants de Kiziltchin, village trois fois millénaire renommé Özyayla (tr) en 1991, venus s'installer à la ville.
Après l'école primaire de Şereflikoçhisar, il poursuit des études secondaires à Nevşehir, où son professeur de dessin, Kemal Zeren, remarque son goût pour le dessin en le regardant reproduire des photographies et encourage son talent. Le succès aux examens lui vaut d'être primé, à l'âge de seize ans, d'une bourse municipale de treize livres puis d'être envoyé s'inscrire à l'université des beaux-arts Mimar-Sinan à Constantinople que dirige Léopold Lévy (1882-1966), peintre de l'École de Paris et initiateur d'une école d'art figuratif dans la nouvelle république de Turquie. Après une première année auprès de Sabri Berkel (en), il reçoit une formation de base de Nurullah Berk (ro) et se perfectionne auprès de ses aînés, Nuri İyem (tr), Turgut Zaim (tr) et Selim Turan (tr) dans l'atelier qu'anime Avni Arbaş (en).
Il obtient en 1946 le diplôme qui termine les six années du cursus en remportant le premier prix du concours de fin d'année qui lui promet un voyage d'étude en Italie, promesse égarée dans les tracasseries administratives. La mort prématurée de son père a fait du lauréat le seul soutien de sa mère et de sa sœur. Pour gagner sa vie, Neşet Günal travaille six mois comme assistant décorateur du théâtre La Voix d'Istanbul, où il fait les affiches, puis du Théâtre national, dans la nouvelle capitale Ankara, où il est chargé de la réalisation picturale des décors.
Cette même année 47, il est sélectionné pour participer à l'Exposition internationale d'art qu'organise l'UNESCO. Il n'a pas les moyens de se rendre à Paris mais c'est la première fois qu'il est exposé. En 1948, la politique de formation à l'étranger initiée par le précédent sous secrétaire à l'Éducation nationale Hasan Âli Yücel se concrétise et il obtient enfin à vingt cinq ans une bourse pour partir à Paris avec deux camarades, Nedim Günsür (tr) et Haşmet Akal (tr), sur les traces d'Agop Arad (tr) apprendre aux Beaux-arts les techniques de la fresque et de la peinture murale.

### À l'école des surréalistes engagés (1949-1954).

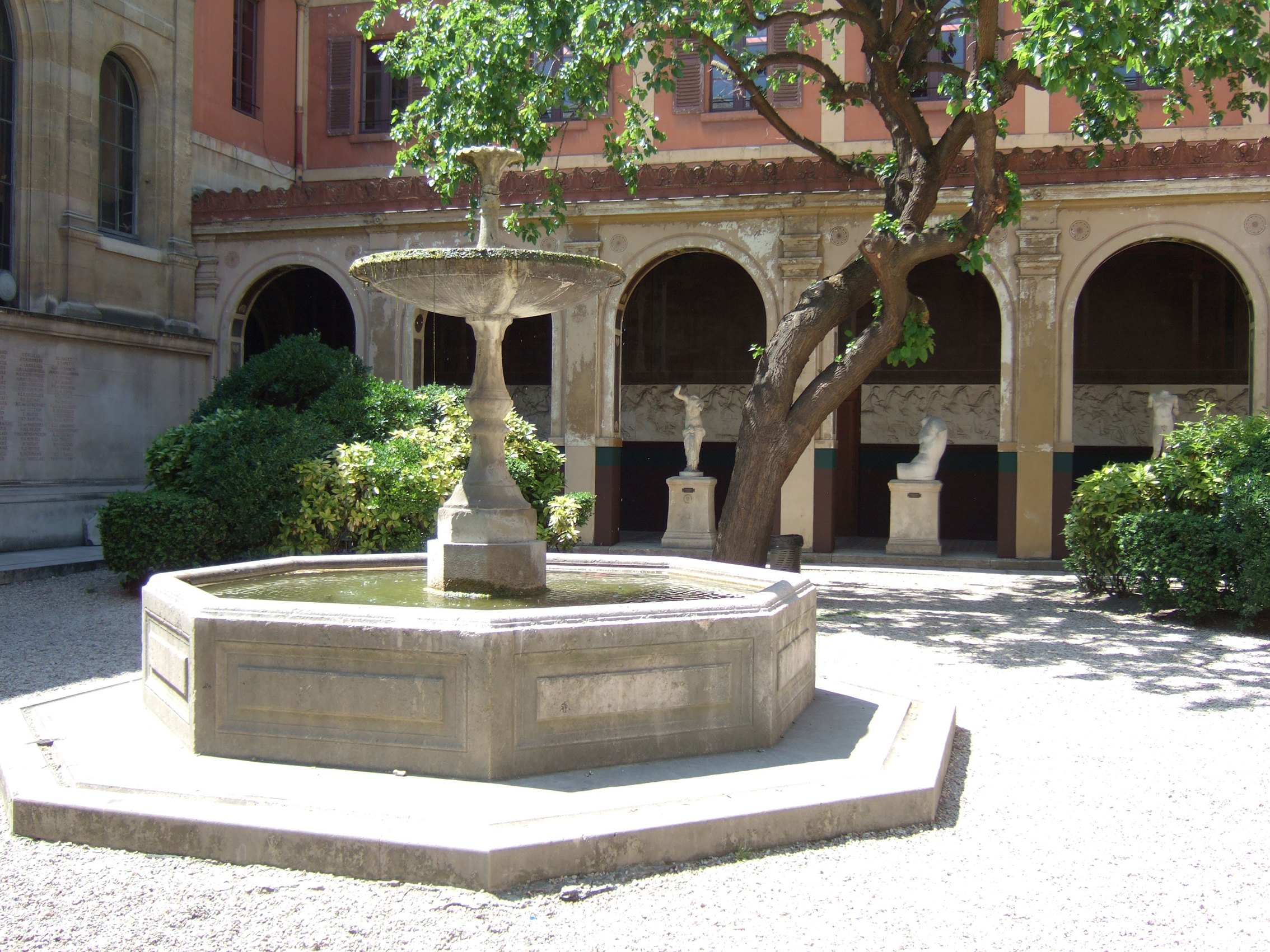
Une des cours de l'ENBA où Neşet Günal est inscrit dans l'atelier Lhote.

À Paris, Neşet Günal suit initialement avec Nedim Günsür (tr) les cours d'André Lhote, thuriféraire de l'Art déco et promoteur de la peinture murale. Une primo infection tuberculinique, maladie alors endémique dans son Anatolie natale comme elle l'est aujourd'hui dans l'Inde rurale par exemple, se réactive durant son séjour parisien. Celui ci s'en trouve prolongé de deux années. Elle le conduit, après une hospitalisation, à la post cure du 4 rue de Quatrefages, sorte de montagne magique que la FSEF met à disposition des étudiants et que gère l'Association Guy Renard.
Il y est accueilli par les membres de la cellule du Parti communiste qu'anime avec vigueur François Furet, noyau de l'UJRF. Étudiants étrangers et provinciaux y rencontrent leurs collègues féminines de l'UJFF et se retrouvent dans la chaleur des débats suscités par la théorie marxiste, qui fait, au sortir de la guerre, le nœud des préoccupations de toute l'intelligentsia du Quartier latin. C'est dans cette jeunesse cosmopolite peu encombrée des théorisations existentialistes d'un Jean-Paul Sartre, engagée pour la décolonisation et contre la guerre de Corée, en attente d'un nouveau monde où s'émanciperaient les peuples comme ceux de la Turquie mais aussi de la Tunisie, de l'Algérie, du Viet Nam, qu'il fait la rencontre, entre autres, de Fernand Léger (1881-1955). Celui-ci a adhéré au PCF à son retour des États-Unis en 1945, quelques mois après Pablo Picasso, et sa femme, Nadia, qu'il a épousée en secondes noces après deux ans de veuvage en 1952, milite aux côtés de Dominique Desanti, Elsa Triolet, Jeannette Vermeersch, ou Annie Kriegel, rédactrice du journal Clarté.

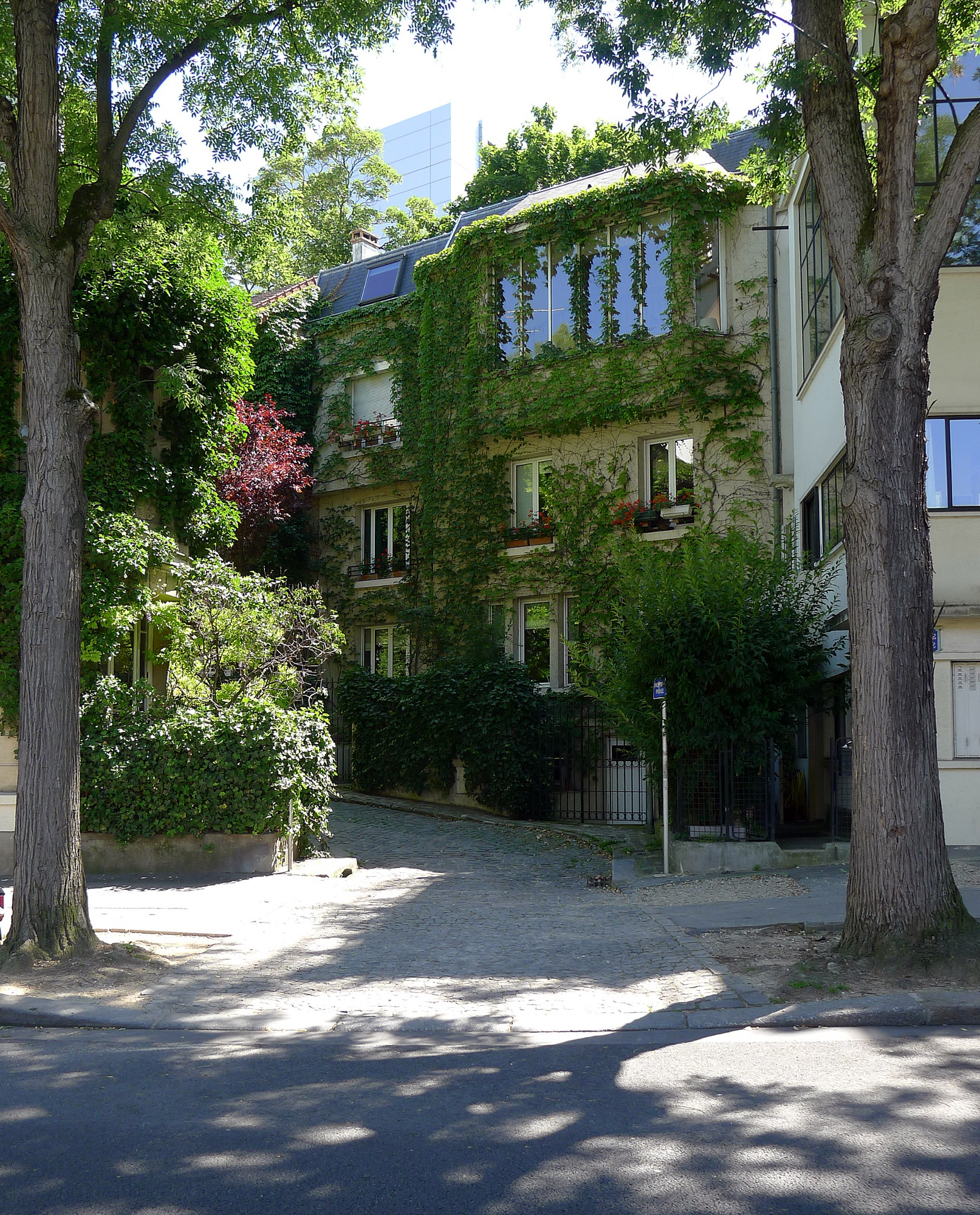
À droite derrière l'arbre, la villa atelier Ozenfant en bas du square Montsouris, où Fernand Léger reçoit ses étudiants étrangers.

Rebutés par le conformisme enseigné par André Lhote, les trois élèves turcs des Beaux Arts se réfugient dans l'atelier de Fernand Léger. Aménagé par Le Corbusier dans la maison d'Amédée Ozenfant, 53 avenue Reille, c'est un laboratoire du purisme ouvert aux artistes du monde entier depuis 1924. Il y apprend à rompre avec l'académisme et à jouer de l'équilibre de la composition des formes et des couleurs et de l'écart entre la réalité et sa représentation. De Léger, il conservera les déformations subjectives des proportions, comme l'illustre Joie de vivre ou les Quatre Grâces. De Matisse, il retient que la couleur n'est elle-même qu'une forme et tirera de cette leçon, en renonçant à devenir un coloriste réaliste, des atmosphères dorées ou bleutées, voire grisées, qui renvoient par un effet de distanciation le spectateur à une interprétation subjective et interrogent le parti pris, sinon l'engagement politique, du regard porté sur la scène.
Pendant les vacances, le jeune homme parcourt les musées de France, d'Espagne et d'Italie, séjours recommandés par les médecins.

### Entre engagement et exil (1955-1964).
Contrairement à son condisciple et compatriote Remzi Rasa qui décide de rester dans l'« École turque de Paris », Neşet Günal souhaite contribuer au développement de l'art moderne en Turquie même et y retourne à la fin de son contrat, en 1954. Il est soutenu par la commande d'une première fresque de trois mètres carrés et demi qu'il réalise en deux exemplaires légèrement différents, à la manière de Fernand Léger, pour l'hôpital Hacettepe (tr) d'Ankara et qu'il dédie aux enfants malades. L'œuvre sera déposée à la suite d'un incendie. Dans la capitale, la galerie de la société Helikon lui offre sa première exposition solo.
Un poste de maître assistant à l'Académie des beaux-arts le ramène en 1956 à Istanboul, où il a pour élève Esti Saul (tr). La faculté d'ingénierie de l'université lui commande une seconde peinture murale, de deux mètres carrés. Le consulat de France l'intègre à une exposition consacrée à l'École de Paris et il expose Nos racines de Korama (en) à la biennale 56 de Venise.
Dès 1960, le régime militaire mis en place par le coup d'état du 12 mai rend le climat défavorable à l'épanouissement de l'art moderne en Turquie même. Neşet Günal participe entre 1960 et 1964 à l'Exposition d'art contemporain turc que le gouvernement précédent a organisé sous l'égide de l'UNESCO, à Paris, Bruxelles, Berlin, Vienne, Rome. En 1962, il expose encore une fois à l'étranger, à Sao Paulo.
En 1963, une bourse accordée par l'état français lui permet de revenir à Paris étudier au sein de la manufacture des Gobelins la technique picturale employée dans la réalisation de vitraux et de tapisseries. En 1964, il est exposé par le Musée d'art moderne à Paris, Bruxelles, Vienne, Berlin, Rome dans une revue itinérante parmi soixante dix autres artistes turcs, Art turc d'aujourd'hui.

### Professeur dans la tourmente politique (1965-1979).

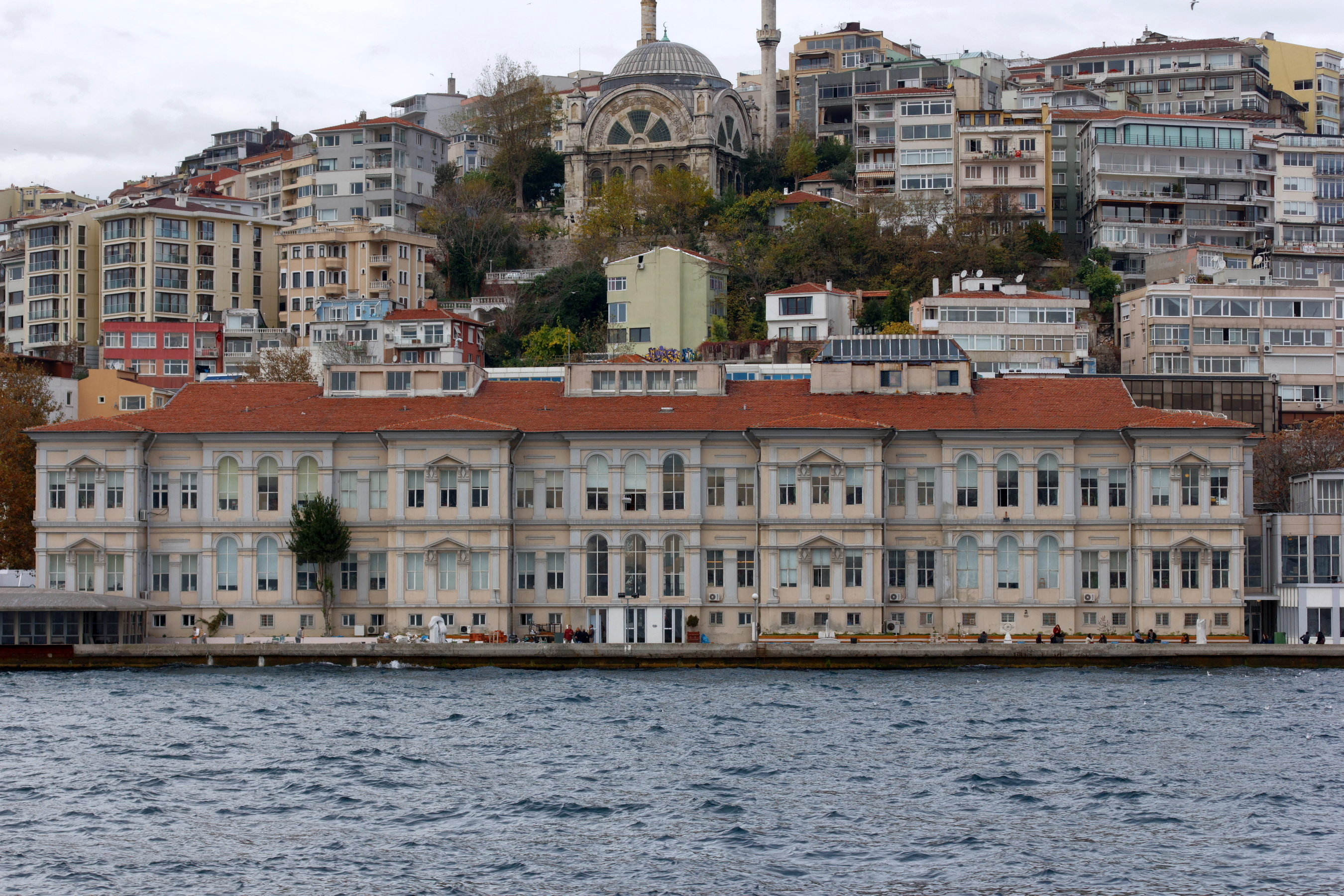
L'Académie Mimar-Sinan à Beyoğlu sur le Bosphore, où Neşet Günal a fait ses études puis enseigné.

De retour à Istanbul, il est nommé maître de conférences à l'Académie des beaux-arts et il est de nouveau exposé, à la galerie I. L'année suivante, son université présente certaines de ses œuvres aux côtés de collègues, exposition qui voyage à Budapest, Prague, Helsinki et Leningrad. Il fixe une mosaïque dans le béton de l'immeuble de l'imprimerie Agence Turque des frères Sevket et Necdet Evliyagil (tr), rue des Œillets ((tr) Karanfil) à Ankara.
En 1966, il participe à la biennale de Téhéran. En 1968 le Centre industriel du bâtiment (tr), qui possède également une maison d'édition, réunit Neşet Günal, son camarade parisien des Beaux Arts Nedim Günsür (tr), ses aînés Nuri İyem (tr), Cihat Burak (tr) et un jeune peintre de vingt huit ans, Gürol Sözen pour une exposition consacrée à la peinture figurative. La démarche n'est pas dépourvue d'intentions, la société turque ayant été élevée dans une tradition où l'art s'exprime principalement par la calligraphie et les motifs graphiques, voie explorée dans la peinture moderne par Orhan Peker (tr). Les « Cinq » ouvrent ensemble dans le quartier du prytanée militaire une galerie d'art, Art pictural et associés. C'est l'année où le directeur du département Peinture de l'Académie des beaux-arts Zeki Faik İzer (tr), chef de file du mouvement abstrait, prend sa retraite.
En 1969, à cinquante six ans, Neşet Günal reçoit le premier prix du concours national de peinture et sculpture pour une huile, Le fils aveugle de Hassan, tableau d'une enfance dénudée prisonnière de la vieillesse, et pour l'ensemble de son œuvre. En mai, il siège à Adana dans le jury du premier festival cinématographique (tr) de la Carpelle d'or alors que l'enseignement universitaire est perturbé depuis plusieurs mois. Les attaques des groupes paramilitaires des Loups gris, panturquistes, contre les étudiants de la Fédération de la jeunesse révolutionnaire de Turquie, marxistes, sont d'une violence inouïe. Les professeurs soupçonnés de sympathie communistes sont intimidés.
L'année suivante, l'agitation politique qui précède les élections de mars est la plus grande. Des bombes explosent aux domiciles de professeurs. Le Premier ministre libéral Süleyman Demirel, chef du Parti de la justice, reconduit, Neşet Günal est promu titulaire. Le 12 mars 1971, le deuxième coup d'état de la République de Turquie instaure la loi martiale, qui sera reconduite tous les mois deux années durant. Le très populaire magazine pour enfants Doğan Kardeş (en) fait appel à Neşet Günal pour illustrer la réédition d'une série de contes. C'est une publication que possède l'ancien ministre libéral du commerce et fondateur de la Banque de crédit pour le bâtiment Kazım Taşkent (tr), celui-là même qui avait fait travailler le journaliste communiste Vedat Nedim Tör (tr) quand ii était persécuté par le régime autoritaire d'İsmet İnönü. Pour Neşet Günal sont organisées une exposition au Pakistan et une participation à la biennale de New Delhi.
En 1975, il est nommé à la direction du département où il enseigne aux côtés de collègues plus jeunes, Özdemir Altan (tr), Gökhan Anlağan (tr), Yusuf Taktak (tr). Dans la « Société », la galerie fondée en 1968, Turgut Zaim (tr) a remplacé Gürol Sözen. Les « Cinq » sont exposés en 1976 à la galerie Macka comme les figures représentatives de la peinture turque contemporaine.

### Retraite d'une figure reconnue (1980-2002)
Le 12 septembre 1980, le troisième coup d'état de la république turque conduit au pouvoir le général Kenan Evren. Celui ci est soucieux de trouver une légitimité. Neşet Günal est nommé président de l'IDGSA (tr), qui est l'institut de formation continue de l'Académie des Beaux Arts où il a formé sa plus brillante élève, la traductrice de formation Néchée Erdok (tr), et en 1981 doyen de l'Académie des beaux-arts. Il démissionne et prend par anticipation sa retraite en 1983 à la suite de la réforme administrative du 20 juillet 1982 qu'a voulu le gouvernement militaire et qui sépare l'IDGSA (tr) de l'Académie des beaux-arts, transformée en université er renommée Sinan l'Architecte à cause de l'admiration démesurée que Mustapha Kemal vouait à ce grand bâtisseur ottoman.
Quelques mois plus tard, des élections sous contrôle de la junte rendent au pays une apparence de démocratie. Le retraité Neşet Günal, qui a vu passé dans son atelier une grande partie de la jeune génération de peintres turcs et continue de recevoir les élèves de ses élèves, tel Cansen Ercan (tr), est gratifié en octobre 2000 d'un prix d'honneur national pour l'ensemble de sa carrière et acquiert une notoriété de chef de file. Les galeries stambouliotes, les institutions publiques, les grandes entreprises nationales, la Garanti Bank, la Banque de crédit pour le bâtiment, la Réassurance nationale (tr), qui se sont investies depuis la fin de la guerre dans la vie artistique au travers de fondations, de centres culturels et de revues en tant que représentantes d'une bourgeoisie libérale avide de modernité, multiplient, certes tardivement, les expositions qui lui sont consacrés.
Une hémorragie cérébrale l'emporte le matin du 26 novembre 2002 à son domicile.

## Œuvre

### L'école figurative française en Turquie
À la suite du Charles Séchan (1803-1874), décorateur de 1851 1859 du palais de Dolmabahçe à Istanbul, et du peintre orientaliste Pierre-Désiré Guillemet (1827-1878), invité en 1865 à la cour du Sultan où il séjournera jusqu'à sa mort, des artistes turcs, regroupés sous le nom d'« École de Constantinople », ont développé en écho à l'École de Paris, la peinture figurative entre 1900 et 1919 à l'occasion de quelques salons stambouliotes. Pour consolider cette ouverture vers la modernité, Léopold Lévy, caricaturiste, graveur et peintre inspiré par Cézanne, est invité par le gouvernement kémaliste, comme pour prolonger sur le plan culturel les accords Franklin-Bouillon, à réformer puis à diriger l’enseignement de la peinture à l’Académie des beaux-arts d’Istanbul de 1936 à 1949. C'est dans cette tradition liant peinture et projet de civilisation, à la fois moderniste par son ouverture sur l'Occident et classique par son style, que Neşet Günal reçoit sa formation dans cette même Académie.
Parmi les élèves de Léopold Lévy Turgut Atalay, Mümtaz Yener (tr), Kemal Sönmezler, Selim Turan (tr), Mümtaz Yener (tr), Nuri İyem (tr), Turgut Atalay (tr), Haşmet Akal (tr), Agop Arad (tr), Fethi Karakaş (tr), Ferruh Başağa (tr) et Avni Arbaş (tr) se montrent ouverts à la révolution artistique du début du XXe siècle, celle des surréalistes Marie Laurencin, Pablo Picasso et Georges Braque et des expressionnistes du Cavalier bleu et du Valet de Carreau. Bientôt rejoints par Fahrünnisa Zeyd et Nejat Devrim (tr), suivis par les plus jeunes, Mübin Orhon, Adnan Çoker, Lütfü Günay, Adnan Turani (tr), Özdemir Altan (tr), Devrim Erbil, Güngör Taner et Mustafa Ata, ils forment dans les années 1930 un mouvement non figuratif appelé les "Nouveaux" ((tr) Yeniler).
C'est auprès de l'un d'eux, Avni Arbaş (tr), que Neşet Günal se forme à l’Académie des beaux-arts d’Istanbul. Cependant, comme un Duran Karaca, ou par la suite ses propres élèves, un Cihat Aral, une Néchée Erdok (tr), Neşet Günal, tout en intégrant les leçons du purisme de Fernand Léger, restera attaché à une peinture réaliste qui était celle du corps enseignant antérieur à Léopold Lévy et aux préoccupations sociales qui avaient été celles d'Abidin Dino, une des plus célèbres figures du Parti communiste turc avec Nazim Hikmet. Neşet Günal, tout en romptant avec l'académisme du maître, ne suit pas pour autant la mode de la peinture abstraite et renoue avec une génération marquée par la Première Guerre mondiale d'où était sortie, dans les années 1940, une école cubiste puis abstraite, le Groupe D (tr).

### L'héritage de Fernand Léger
Comme Fernand Léger a peint ouvriers et artistes, Neşet Günal peint les hommes de sa Cappadoce. Point d'usine, mais une terre aride. Point de travail triomphant, mais des paysans miséreux en haillons, incertains d'être nourris par leur travail. Comme dans le "tubularisme" de Fernand Léger, les personnages montrent des déformations signifiantes. Les mains vigoureuses qui travaillent la terre, les pieds nus qui attachent au sol sont énormes.
Avec la maturité et la confrontation de l'idéal communiste à la réalité sociale de la Turquie profonde, Neşet Günal se libère de ses maîtres et abandonne les couleurs vives. Ses tableaux montrent une grisaille ou une poussière terreuse à travers un pointillisme dans lequel seule la ligne noire distingue l'animé de l'inanimé. Les personnages sont ainsi peints de la même étoffe que leurs milieux. Le paysage apparait à la fois comme l'objet du travail du paysan et l'espace de son oppression.
Ce que cependant montrent constamment les tableaux de Neşet Günal, c'est, derrière des visages sans sourire, une force de résistance aussi grande que la terre elle-même, la puissance de la faim. Mêmes en guenilles, les enfants sont solidaires. Même sans toit, la famille s'agrandit. Les personnages de Neset Günal montrent la même vaillance que ceux de Fernand Léger. Si couleurs et espoirs ont fondu, derrière les visages désespérés et les regards affamés, reste la dignité des humbles.

## Expositions et séries thématiques
Les œuvres de Neşet Günal ont été fréquemment présentées au cours de nombreux salons nationaux et internationaux entre 1956 et 1996. Elles ont fait l'objet d'expositions entièrement dédiées à elles précocement, en 1955 à la galerie de la société Helikon à Ankara et en 1958 à la Galerie municipale d'Istanbul.
En 1975, une première série d'huiles sur toile représentant la condition paysanne en Cappadoce, Hommes du sol, est exposée à la galerie Baraz d'Istanbul mais il faut attendre les années 1980 pour que les expositions exclusives deviennent régulières :
- 1981 à la galerie Baraz d'Istanbul de nouveau ;
- 1984 chez Macka à Istanbul, pour une exposition de dessins ;
- 1986 à la galerie Lebriz d'Istanbul ;
- 1988 à la galerie Urart d'Istanbul pour la série des Épouvantails, associant images d'épouvantails gardant le grain et d'enfants pauvres ;
- 1990 au Musée de peinture et de sculpture d'Istanbul (tr) ;
- 1992 à la galerie d'art de la Garanti Bank d'Istanbul pour la série Problèmes - questions, c'est-à-dire la faim, le deuil, le désespoir, etc. dans les mêmes foyers paysans ;
- 1993 dans les galeries de la Banque de crédit pour le bâtiment à Smyrne pour une rétrospective ;
- 1995 à la galerie d'art de la Garanti Bank d'Istanbul de nouveau ;
- 1996 à la galerie Selvin d'Ankara pour la série Dessins - Scènes ;
- 2001 à la galerie de Réassurance nationale (tr) à Istanbul pour une rétrospective ;
- 2001 au centre culturel du palais Dolmabahce à Istanbul pour une rétrospective.

## Éditions

### Illustration
- E. C. Güney (tr), Dede Korkut masalları (les Contes de Pépé la Frayeur), Collect° "En güzel türk masalları", Doğan Kardeş (en) rééd., Istanbul, 1972.

### Catalogues d'expositions
- (tr) Neşet Günal, 28 desen., Yay Yayıncılık [Éditions du Sagittaire], Cigala (en), 1988, 4 p.
- (tr) Neşet Günal, Galerie Urart, Istanbul, 1988.
- (tr) Neşet Günal, Musée de peinture et de sculpture d'Istanbul (tr), Istamboul, 1990.
- (tr) Neşet Günal, Centre culturel de la Banque de crédit pour le bâtiment, Istanbul, 1993, 56 p.
- (tr) Exposition artistique Neşet Günal, Galerie d'art de la banque Garanti, 6-27 décembre 1995.
- (tr) M. Ergüven, Neşet Günal, Galerie Bilim, Istanbul, 1996.
- (en) M. Ergüven, Neşet Günal, Galerie Bilim, Istanbul, 1996.
- (tr) K. Özsezgin (tr), Neşet Günal, Galerie d'art de Réassurance nationale (tr), Istanbul, 1996.
- (tr) M. Ural & R. Bragner, Neşet Günal': desenler [Neşet Günal : modèles], , Galerie d'art de Réassurance nationale (tr), Istanbul, 2001, 64 p.
- (tr) B. Pelvanoğlu & N. Uçar, Neşet Günal retrospektif, collect° Cahiers culturels de la Banque de Turquie (tr), n° 120, Galerie Cybèle, Beyoğlu, 2012.